# Woningbehoefteonderzoek
Een woningbehoefteonderzoek of woonbehoefteonderzoek is een onderzoek dat de Nederlandse overheid eens in de vier jaar uitvoert naar de woonbehoeften onder de bevolking. Er wordt met name gekeken naar woningtekorten, de betaalbaarheid van woningen en de beleving van de woonomgeving. Het onderzoek wordt in de vorm van een steekproef onder plusminus 60.000 mensen gehouden.
De uitkomsten worden onder andere gebruikt om het volkshuisvestingbeleid voor de komende jaren te onderbouwen en eventueel bij te stellen. Het is het grootste onderzoek dat op dit gebied plaatsvindt. De uitkomsten van het laatste woningbehoefteonderzoek zullen volgend jaar gepubliceerd worden. Ook zal de frequentie van het onderzoek verhoogd worden.